# Государственный Березниковский азотно-туковый завод
Государственный Березниковский азотно-туковый завод им. К. Е. Ворошилова (ГБАТЗ, ныне — Филиал «Азот» АО "ОХК «УРАЛХИМ» в городе Березники) — одно из крупнейших предприятий химической промышленности России и СНГ. Является основным правопреемником Березниковского химического комбината.

## История
В 1940 г. произошло разделение БХК на Березниковские содовый и азотно-туковый заводы. В 1941 г. от азотно-тукового завода отделилась ТЭЦ (в дальнейшем ТЭЦ-4).

В годы Великой Отечественной войны на предприятии выпускалась продукция стратегического назначения: аммиак, аммиачная селитра, крепкая азотная кислота. Цех № 6/12 АТЗ поставлял концентрированную (крепкую) азотную кислоту — составную часть многих взрывчатых веществ (тринитротолуола (тротила) и нитроглицерина). В декабре 1941 была запущена установка А-5 (производство гидроокиси кобальта). Без этого вещества невозможно производство танковой брони, обработка орудийных стволов и пр.
4 ноября 1946 г. открыта поликлиника БАТЗ.
В 1970 была окончена реконструкция предприятия: построены цехи карбамида, нитрит-нитратных солей, слабой азотной кислоты, гранулированной аммиачной селитры, калиевой селитры. Смонтировано два крупнотоннажных агрегата аммиака. В 1974 был осуществлен перевод производства аммиака с кокса на природный газ.

## Продукция
В настоящее время Филиал — единственное предприятие России, выпускающее высшие алифатические амины, кристаллический нитрит натрия, натриевую и калиевую селитры.

## Директора предприятия[3]
- 1940—1942 гг. — Лисицин Пётр Трофимович (? — ?)
- февраль — октябрь 1942 г. — Лифшиц А. Э.[1] (? — ?)
- 1942—1946 гг. — Уваров Владимир Степанович (1900, близ Риги — ?)
- 1946—1952 гг. — Семченко Александр Тимофеевич[8][9] (02.03.1912, Юзовка — ?)
- 1952—1960 гг. — Сарычев Константин Михайлович[10][11][12] (06.04.1907, Саратов — 26.11.1979, Березники)
- 1960—1964 гг. — Пенязь Иван Васильевич[13] (1923 — ?)
- 1965—1981 гг. — Давыдов Геннадий Петрович[14] (16.12.1926, д. Большой Лог Чёрмозского района Пермского округа Уральской обл. — 1991, Березники)